# Týnská ulička
Týnská ulička je ulice na Starém Městě v Praze, která vede z ulice Štupartská k Dlouhé. Za kostelem Matky Boží před Týnem ji šikmo přetíná Týnská ulice. Část ulice mezi Štupartskou a Týnským chrámem, kde se nachází vstup do Ungeltu, je tak malá, že není počítána do adres v ulici.
V ulici se nachází záď Týnského chrámu a 10 domů (adresu zde má ale pouze 9 domů).

## Domy

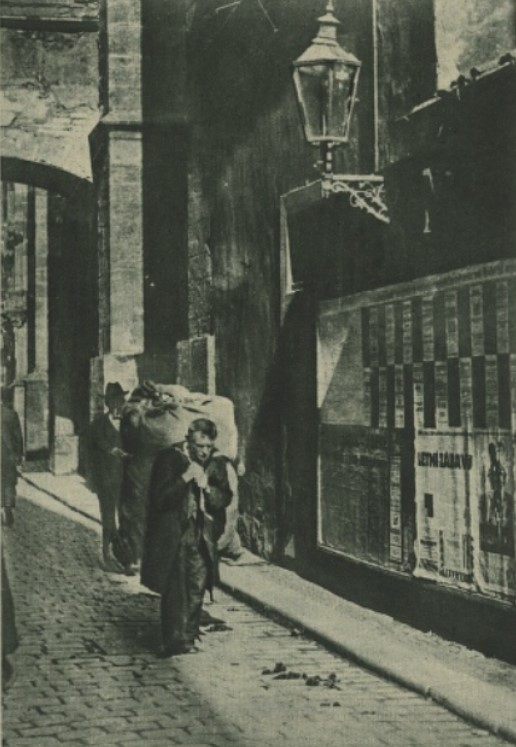
Týnská ulička (Letem světem 1929, anonymní amatérské foto)

- dům U Černého slona, čp. 629, Týnská ulička 1
- dům Niendertheymerovský, čp. 628, Týnská ulička 2
- palác Golz-Kinských, čp. 606, Týnská ulička 3; čp. 607, Týnská ulička 5
- čp. 1063, Týnská ulička 4
- čp. 1064, Týnská ulička 6
- dům U Černé koule, čp. 610, Týnská ulička 7
- čp. 627, Týnská ulička 8
- dům U Tří per, čp. 611, Týnská ulička 10
- dům U Stříbrné hvězdy, čp. 612